# Al Dschann
Al-Dschann bezeichnet, der islamischen Vorstellung nach, den Stammvater der Dschinn. Er wurde gemäß dem Koran und den kanonischen Hadithen aus einem speziellen Feuer erschaffen. Er sei von Allah vor Adam erschaffen worden und aus ihm gehe das Dschinnengeschlecht hervor.

## Im Koran und Wortherkunft
Das Wort stammt aus der semitischen Wortwurzel GNN (جَنّ / جُنّ / ǧann) für „unsichtbar“, „verstecken“ oder „verrückt“ und kann sich auch auf eine Schlange beziehen. Er unterscheidet sich im Kontext der islamischen Exegese von dem Ausdruck Dschinn dahingegen, dass sich letzteres auf die Gattung der Dämonen oder auf Geistwesen allgemein beziehen kann, während Dschann, entweder von der Dämonengattung oder dessen Stammvater selbst spricht. Im Kontext von dem Stab des Moses, der sich dem Koran zur Folge, wie ein Dschann bewege, könne es sich allerdings auch um eine Schlange handeln.

## Bedeutung im islamischen Glauben

### Voradamitische Rasse
Der allgemeinen islamischen Glaubensvorstellung nach wurde die Erde 2000 Jahre vor der Erschaffung Adams von Dschann ben Dschann regiert. Die Hauptstadt der Dämonen lag der Legende zur Folge im Zentrum der Erde und könne nur von dem Stärksten der Dämonen regiert werden. Nur dieser habe die Macht seine Artgenosse zu bändigen. Als ihr Herrscher sich gegen den Himmel erhob, schickte Allah einen seiner Dschinn Iblis auf die Erde, um die rebellischen Dämonen zu bezwingen und zu vertreiben. Dieser wurde allerdings selbst arrogant, als er sich, aufgrund seines Sieges über die Dämonen, für das Beste der Geschöpfe Gottes hielt und somit für die Herrschaft über die Erde ebenfalls unwürdig machte.

### Identifizierung
In der koranischen Exegese gilt Dschann grundsätzlich als der Stammvater des Dschinnengeschlechts, dessen Herrschaft von den Engeln, vor der Erschaffung des Menschen, beendet wurde. Der Einfluss Dschanns und seiner Nachkommen würde allerdings noch andauern und das Leben der Menschen negativ beeinflussen können. Der Prophet Mohammed selbst habe die Macht des Stammvaters der Dschinn gefürchtet, bis die Sure Al-Falaq offenbart wurde. Die Minderheit klassischer Korankommentatoren wie Al-Hasan al-Basrī, identifizierten den Dschann, den Stammvater der Dschinn, mit Iblis, der für die meisten Korankommentatoren allerdings nur der Stammvater der Satane sei.

### Ibn Arabis metaphysische Kosmologie
Muhyī d-Dīn Ibn ʿArabī, ein dem Sufismus zugeordneter Schaich, gab dem Stammvater der Dschinn eine metaphorische Bedeutung zu. Er identifiziert den Stammvater der Dschinn, der dem Koran folgend aus Feuer erschaffen sei, mit dem Ursprung der Triebseele. Von ihm würden sämtliche Dämonen, inklusive der Satane, abstammen. Von diesen wiederum würden weitere Kräfte ausgehen, die die Wahrnehmung des Menschen von dem Weg Allahs ablenken würden. Dschann und die Dämonen werden nicht als externe Wesen, sondern als innerer und verborgener Teil der menschlichen Psyche verstanden.